# Xã Jackson, Quận Greene, Pennsylvania
Xã Jackson (tiếng Anh: Jackson Township) là một xã thuộc quận Greene, tiểu bang Pennsylvania, Hoa Kỳ. Năm 2010, dân số của xã này là 487 người.